# قتاد مغربي
القَتَاد المغربي (باللاتينية: Astragalus maurus) نوع نباتي عشبي من جنس القتاد.

## البيئة والانتشار
موطنه المغرب العربي.

## مرادفات للاسم العلمي
- (باللاتينية: Astragalus exscapus subsp. maurus Humbert & Maire)